# Бій за Житомир (1918)

Герб Житомира

Бій за Житомир — бій між українськими і комуно-московськими військами за Житомир, що відбувся 22 лютого 1918 р. під час Україно-московської війни 1917—1918 років.

## Сили сторін
У бою з українського боку взяв участь 2-й Запорозький курінь (1500 багнетів, командир — Петро Болбочан) та Кінно-гірський дивізіон (командир — Олексій Алмазов) Окремого Запорозького загону Армії УНР.

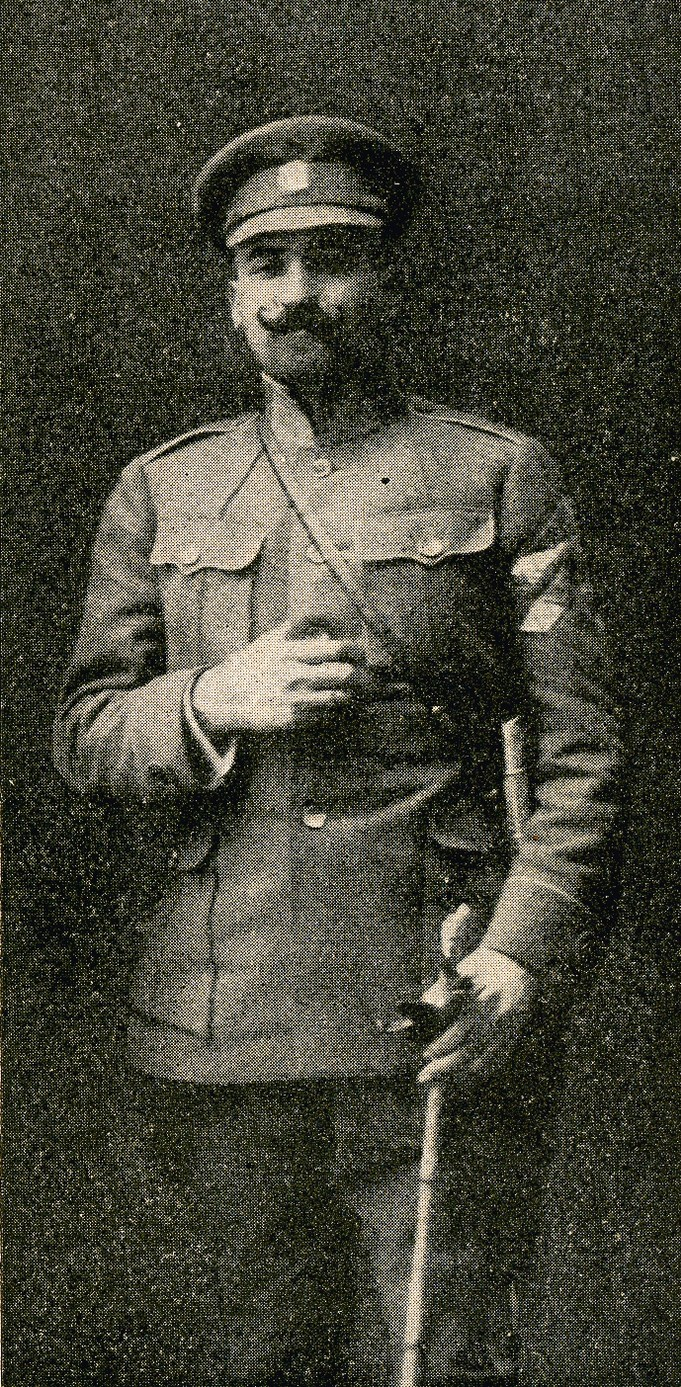
Петро Болбочан

З московського боку в бою взяли участь різні підрозділи колишньої царської 7-ї армії, що йшли з фронту на Київ, під загальним командуванням Василя Кіквідзе, командира «ровєнского рєволюционного отряда», який був також при ньому.

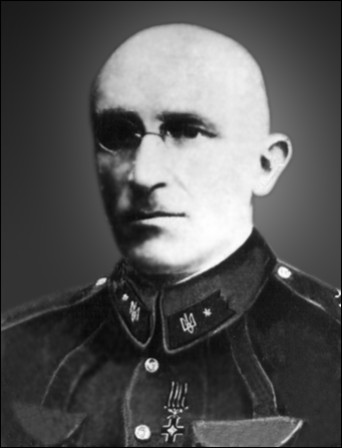
Олексій Адмазов

## Перебігподій
Після 3-годинного гарматного обстрілу Житомира, внаслідок якого було придушено артилерію ворога, українські війська здобули його, а ворог відступив на Бердичів. Слідом за ним було послано 1-шу Республіканську (командир — Кириков) та 2-гу Волонтерську (командир — Ушаков) сотні й батарею (командир — Савчинський) 2-го Запорозького куреня.

## Результат бою
Перемога Армії УНР. У бою загинуло 6 і було поранено 20 козаків. Здобуто багато зброї і спорядження, в тому числі 4-гарматну батарею. Від ворога до українського війська перейшло 200 осіб.

## Вшанування пам'яті
20 квітня 2018 року, видавництво «Стікс» видало книгу Сергія Коваленка «Похід запорожців на Донбас і Крим: рік 1918», у якій описано перебіг бою. Проєкт профінансовано коштом Владислава Поповича за рахунок компенсації за політичне ув'язнення після перемоги в Європейському суді з прав людини.